# The Blind Side
The Blind Side («Слепая Сторона») — одиннадцатая серия десятого сезона мультсериала «Гриффины». Премьерный показ состоялся 15 января 2012 года на канале FOX.

## Сюжет
Стьюи получает занозу — всему виной старая лестница. Лоис предпринимает решение поменять лестницу на новую, более гладкую, ни о чём не предупредив Питера. Так, у последнего начинаются серьёзные проблемы. Питер просто не может спускаться по новой лестнице, скатываясь с неё кубарем (с кучей матов и нецензурных слов). Даже ухищрения с подушками по бокам не действует. В итоге Питер решает жить на верхнем этаже, перенеся туда еду, наведя в комнате беспорядок. Это очень злит Лоис, у которой не остается другого выхода, кроме как поменять лестницу на старую обратно.
Брайан знакомится с девушкой по имени Кейт в баре, которая оказывается слепой. Не теряя надежды на отношения, Брайан встречается с ней на свидании, однако узнает, что Кейт ненавидит собак. Брайан в отчаянии, поэтому решает не торопить события, возвращаясь домой. На следующее утро он случайно пробалтывается Стьюи о том, что Кейт не любит собак. Стьюи насмехается над Брайаном из-за того, что Кейт даже не знает, с кем она встречается.
И все же Брайан продолжает встречаться с Кейт. Пользуясь тем, что она слепа, он якобы везет её в Париж на Эйфелеву башню (используя тренажер для пробежек и круассан, поднесённый к вентилятору), защищает её от преступников (которых играет сам же) — делает все, чтобы завоевать сердце Кейт, и ему это, как кажется, удается.
На очередном свидании Кейт говорит о том, что скоро они будут ужинать с её родителями (которые, надо сказать, не страдают от слепоты). Брайан не знает, как ему поступить, он просит совета у Стьюи, который, переодевшись в медсестру и забинтовав Брайана с головы до ног, идет вместе с ним на свидание. В ресторане Стьюи рассказывает невероятную историю спасения детей из горящего здания Брайаном. План работает — никто не подозревает, что Брайан — пес. Тем не менее, в итоге весь "маскарад" раскрывается — все узнают, кто такой Брайан. Кейт говорит, что смогла бы смириться с тем, кто он такой, но смириться с тем, что он врал ей, она не может.
Брайан в депрессии, но Стьюи предлагает ему всего-навсего чуточку изменить свой голос, чтобы вновь познакомиться с Кейт. Эпизод заканчивается смешной вставкой-пародией, где Брайан следует данному совету.

## Рейтинги
- Эпизод посмотрело порядка 8.50 миллионов американцев. Рейтинг составил 4.4/10 среди возрастной группы 18—49 лет[1].
- Наблюдалось значительное увеличение рейтингов по сравнению с предыдущим эпизодом «Quagmire and Meg»[2]. Серия имела почти такой же успех, как и эпизод девятого сезона «New Kidney in Town», который посмотрели 9.29 миллиона человек.

## Критика
- Эпизод получил в основном положительные отзывы.
- Кейт Мун из TV Fanatic не думает, что сюжетная линия с новой лестницей и Питером была забавной. Тем не менее, она все равно считает эпизод смешным, особенно хваля моменты со Стьюи. В итоге она присудила эпизоды 3.5/5 звёзд[3].
- Консенсус зрителей из TV.com присудил эпизоду оценку "Хорошо" и 7/10 баллов[4].